# 夕立

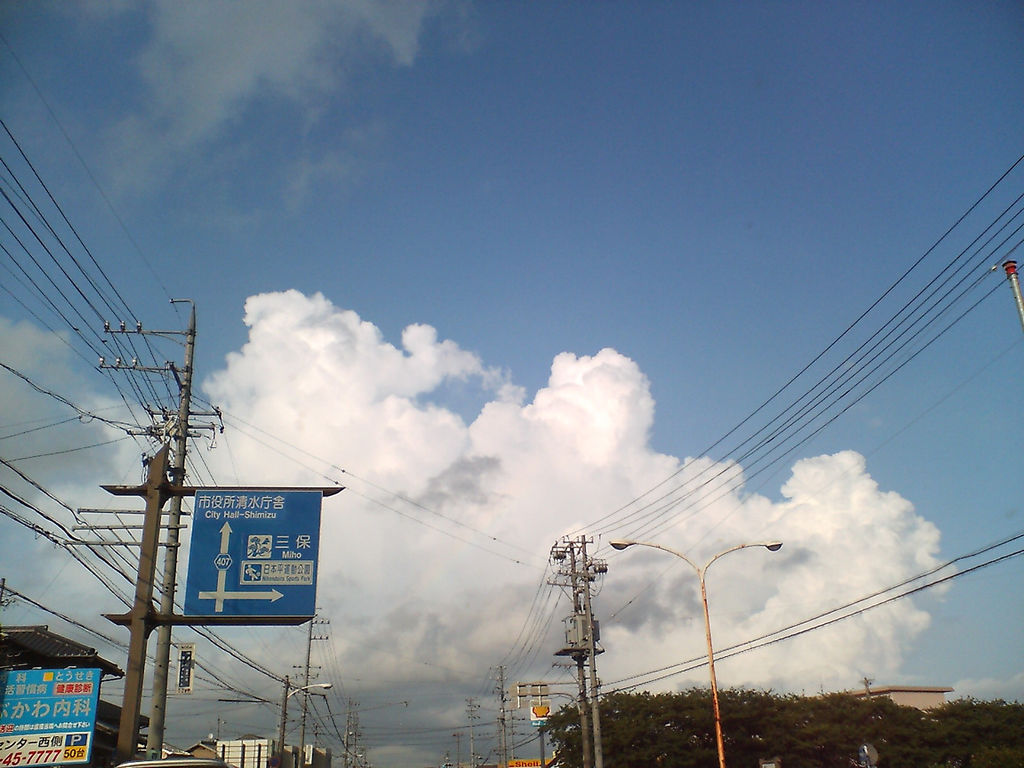
夕立の雲

夕立（ゆうだち）は、夏の午後、昼過ぎから夕方ごろ降る雨。強い日射のため雨雲が発達するもので、短い時間に激しく降り、雷を伴うことが多い。

## 語義
古語としては、雨に限らず、風・波・雲などが夕方に起こり立つことを動詞で「夕立つ（ゆふだつ）」と呼んだ。「立つ」はこうした自然の動きが目に見えるようになることを表す。その名詞形が「夕立（ゆふだち）」である。
ただし一説に、天から降りることを「タツ」といい、雷神が斎場に降臨することを夕立と呼ぶとする。

## 表現・地方名
夏の季語で、夏の風物詩ともされる。「夕立ち」の表記もある。
「夕立」の確認されている初出は『万葉集』で「暮立」と表記されており、ほかに『うつほ物語』などにも見える。「夕立つ」の初出は『紫式部集』（→後節の歌例2）。もとは晩夏から初秋の言葉だったが、『新古今和歌集』のころから夏の言葉として定着したとされている。
歳時記などでは「ゆだち」、「驟雨（）」、「白雨（）」、「喜雨（）」などを異称とする。白雨は特に、明るい空から降る雨や景色が白っぽくなるような雨を表す。
「神立（）」は関東東部などで夕立の別名となっているが、にわか雨や雷雨を指す地域もある。丹沢山地の大山（神奈川県）はあふりやま（雨降山、阿夫利山）の別名をもち山の様子から天候を伺う観天望気の山とされてきたが、一帯では夏のにわか雨に「大山神立」の別名があった。
同様に山の名前が付いた呼称として長野県佐久地方の例があり、浅間山や蓼科山のほうからやってくる夕立をそれぞれ「浅間立」「蓼科立」と呼ぶ。愛知県知多半島一帯では、対岸に伊勢がある南西方向からの夕立を「イセムラダチ」、東方向からのものを「オキムラダチ」といった。夕立のほかの地方名としては「サダチ」があり、四国や九州南西部に分布し、サ（稲の神）が現れるという意味と考えられる。
夕立を降らせる雲には夕立雲の呼び名がある。特に山に囲まれた盆地で積乱雲（夕立雲や夏の入道雲）の発生する方角に一定の傾向があり、地名と関連付けて名前が付けられている例が各地にある。関東地方では「坂東太郎」、京阪地方では「丹波太郎」、九州では「筑紫二郎」「比子太郎」、他の地域でも「信濃太郎」、「四国三郎」、「上総入道」などがある。京都周辺では、丹波高地や中国山地方面から来る「丹波太郎」、奈良県方面の「山城次郎」、滋賀県方面の「比叡三郎」など複数の方面に呼び名があり、周辺地域を含めて「奈良次郎」「和泉小次郎」「近江小太郎」「摩耶九郎」など多くの呼び名がある。旧国名の名が付けられてその隣国で呼ばれる例が多かったというが、近現代は使われなくなってきている。
強い雨脚を銀の矢に例えた「銀箭（）」という表現もある。夏の雨によくみられる情景で夏以外のにわか雨にも使うが、急な雨に笠を被る暇もなく肘をかざして雨除けとする様子の「肘笠雨」「肘雨」という表現もある。
「春小雨夏夕立に秋日照り」は、春や夏の適度な雨、それに秋の好天で稲が豊作になるという天候の条件を表すことわざ。

## 気象における使用
夕立は日本の夏期にみられる季節性のにわか雨（驟雨）。
気象庁では、気象用語としては観測の分野では使わず、あまり積極的には使わないものの、報道発表資料や予報解説資料などに限って夏期に使うことがある「解説用語」の扱いとなっている。一方、民間気象事業者や報道の天気予報の解説の場面では用いられることもある。
「夕立」の新聞記事における使用頻度は1990年代から2010年代にかけて有意な変化が見られないとする報告がある一方、近年はテレビやネットニュースを中心に「ゲリラ豪雨」の使用が増えているとされる。
「ゲリラ雷雨」は「夕立」の一種とみることもできるが、「ゲリラ豪雨」は夕立のように季節や時間を限定せず使う。降り方については、「ゲリラ豪雨」は突発的、また狭い範囲に集中する、降り方の激しい雨、特に災害につながるような雨を指す。一方、「夕立」は人によってそのイメージが異なっていて弱い雨も含む。2つの用語の使用についての報道取材に答えた気象庁天気相談所の言うところによれば、人によって雨の強弱の受け取り方に幅が出て正確に伝えられないことがあり、気象庁は「夕立」をあまり使用しないという。

## 気象学的特徴
夕立の特徴は次の通り。

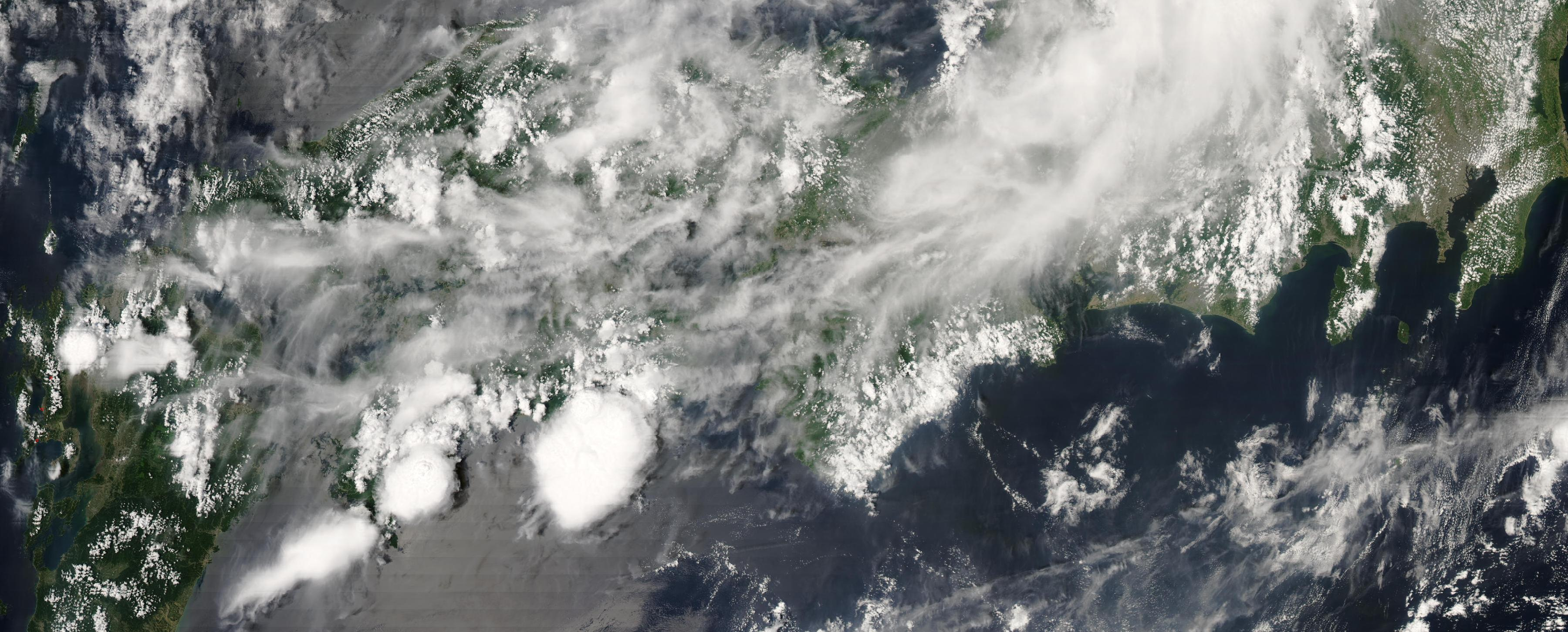
夕立の様子を捉えた衛星画像。九州から関東までの広範囲で積乱雲が発生し、四国の南方では巨大な雲の塊に成長している。(2008年7月31日、PD NASA))

- 降雨 - 降雨の継続時間は数十分から2時間程度[3][36]。降雨域の分布は局地的、散在的[36]。上空に寒気が侵入してきたときは降り方が強まる傾向がある[1]。ベースは個々の降水セルが独立に活動するシングルセル雷雨（気団性雷雨）で、ガストフロント上に新たなセルが単発的に生じる程度だが、鉛直シアが大きいときには組織化されたマルチセルになりより長く活動することがある[36][37]。成因別では対流性降雨の性質が強い。
- 雷や激しい気象現象 - よく雷を伴い[1][3]、ときに霰（）や雹（）、突風も伴う[3][38]。
- 雷の成因（もしくは積乱雲発達の原因）分類 - 主に熱雷[39]、つまり強い日射加熱に起因する大気下層の不安定が上昇流を生み対流を駆動する性質をもつ[39][37]。ただし、前線（特に寒冷前線の南下）の影響を受けて界雷（熱雷・界雷2つの性質をもつことを重視して熱的界雷や熱界雷といったりもする）となったり[39]、低気圧や台風、上空の寒冷渦などの影響を受けて渦雷となったりする[37]。熱雷であっても寒気の影響を受けるなど、複合的な成因となることは少なくない[39]。

「夕立は馬の背を分ける」ということわざがある。馬の背の片側だけ雨に濡れ反対側は乾いていることがあるというもので、あるいは「馬の背」は山の尾根を指すとも考えられるが、降雨の範囲が狭く降る所と降らないところが分かれるという夕立の性質を伝えている。類似の文語表現として、牛の背を分けて降るような雨を指す「牛脊雨（）」もある。
活発な雷雨の後には、ふつう涼しい風が吹くことが多い。
上空に寒気が侵入すると、大気の不安定度は強まり雷雨も激しくなる。寒気は上空の寒冷渦や気圧の谷（トラフ）。侵入してくる寒気の南東側は雷雨が激しくなることが多いが、これは上空寒気に対して南東に下層の暖湿流が入るため。
夏に日本に張り出す太平洋高気圧は、典型的には7 - 10日ほどの周期で勢力を強めたり弱めたりしている。太平洋高気圧の一時的な南への後退に伴い、寒気が侵入したり、前線が南下したり、西から低気圧や気圧の谷、南から台風が来たりして、雷雨が発生しやすくなり、夕立の発生が促されるパターンがある。8月の後半に入るとこれが起こりやすい。そして、前線が通り過ぎた後も寒気は残って、2 - 3日は雷雨が発生しやすく発生時刻も早まる天候が続くことが多い。このような夏の雷の性質を表す言葉に「雷三日」がある。
関東地方では7月中旬ごろにあたるが、梅雨明け直前の晴れ間にも、勢力を増してくる高気圧が送り込む蒸し暑い空気によって、夕立の多い時期がある。
寒気が強いときは、雷雨が夜遅くまで継続することがある。そして、このような天候で（夕立の語義からは外れるが）夜間や朝に降る雨は大雨になることがある。
気圧配置の目安としては、日本が広く太平洋高気圧に覆われる南高北低の夏型の気圧配置では好天が続きやすいのに対して、高気圧の中心が北に寄った東高西低の気圧配置ではやや不安定となりやすい。高気圧圏が屈曲した鯨の尾型はさらに天気が悪化しやすく、周期的に高気圧の北縁に寒冷前線や低気圧が接近して、そのたびに雷が多くなるのが典型。ただし、同じような地上天気図であっても、高層天気図に現れる上空の寒気流入次第では雷雨が発生しやすくなることに留意が必要。
アウトドア活動などで雷雨が起こるような日の目安となる空の様子として、朝から昼にかけて積雲が湧き出す時刻が早くなる、積雲の底の高さ（雲底）が低くなる、雲底下の空気の澄み具合が弱く靄がかかったように見えるなどの変化も挙げられる。
夕立を起こす積乱雲は、基本的には上層の風に流される。西風が多い春や秋に比べ、夏はその方向がその都度変わりやすい。
夕立が過ぎた雨上がりにはしばしば虹ができる。夕立のためこの時期に虹が多いことから、虹は夏の季語となっている。

### 地形の影響と地域差
内陸や山地は雷雲が発生しやすく、平野部よりも早い時間帯から発生がみられることがある。山の斜面は熱的に斜面上昇風が生じやすく、風に押された空気の力学的な上昇（強制上昇）が生じやすいことが関係している。また長野県の夏の雷雨の例では、山の南斜面に積乱雲が発生しやすい傾向がある。
雷雲の活動がほとんど山地に限られる場合、山地から平野へと活動域が拡大または遷移していく場合があり、これらは太平洋高気圧に覆われて前線などがないときに多い。前線や台風が接近・通過するときには、山地でも平野でも雷雲の活動が活発なパターンがよくみられる。頻度は少ないが、局地的なスケールの収束線に伴い平野だけで雷雲がみられるパターンも見いだされている。
高山が多く分布する中部山岳は、夏に毎日のように熱雷（夕立）がある多発地帯。また北関東内陸の栃木県や群馬県は主に熱雷により夏の雷日数が多くなる。この地域に板倉雷電神社などの雷電神社が点在することも、雷の多さと関係するのではないかと考えられる。
夕立が通りやすい経路も知られているが、例えば谷筋沿いでは気流が集まるなど、地形の影響を受けると考えられる。
また20世紀後半以降、都市化やヒートアイランド現象による都市の高温化が、夏期の対流性の雨を強めているのではないかという仮説がある。気温上昇による不安定度の増大、収束の強化、雲をつくる凝結核の増加、風の摩擦がビルなどで増加し上昇流を生む効果などが関与すると考えられる。実際に都市で暖候期の降水量や雷の頻度が増加しているという報告がある一方、疑問視する報告もある。なお、増加がみられる場合は都市の風下側に起きるが、風下が海や湖の場合には増加が目立たないという報告がある。

### 夕立の予測・予報
積乱雲による急な大雨は、中小河川の急激な増水、屋外の活動に危険をもたらす落雷などで被害が出ることがある。
急な大雨・雷雨が予測されるとき、気象台が「雷注意報」を発表するほか、早ければ前日から当日朝の段階で、様々な媒体の天気予報にて「急な強い雨」「雷を伴う」「大気の状態が不安定」「竜巻などの激しい突風」などの表現で注意が促される。
またこのような局地的な雨が予想されるときは、「所により雨」など、雨や雷雨が「一時」「所（ところ）により」という条件付きで表現される。この表現には、雨の降る時間や場所が一様ではないことに加え、予報に不確かさを含む意味もある。
リアルタイムの予報としては、気象庁は雨の5分ごと・1時間先までの短時間「予想降水ナウキャスト」や同様の雷や突風の予想を提供しており、スマートフォンなどで確認できる。竜巻を含め突風の発生確率が高まると、1時間先まで注意を呼び掛ける竜巻注意情報も発表される。屋外で活動中の場合などは、こうした情報を随時確認し、黒い雲の接近、雷鳴、急な冷たい風といった積乱雲接近の兆候に注意することで、安全確保に生かすことができる。
リアルタイムの予報でも、6時間先まで予測する「降水短時間予報」は、どちらかといえば低気圧や前線など総観スケールの擾乱に伴う降水系の予測に向いていて、急発達する積乱雲による雨の高精度な予測は苦手とされ、降水ナウキャストの方が適している。
夕立の雨は局地的なため、降水確率予報では概ね50%以下、例えば20%のような低い値になることが多い。予報を受け取る側には、「20%など低確率では大雨は降らない」という誤解がしばしば生じる。より良い解釈としては、地雨の場合と局地的な対流性降雨とでは確率の大小と降雨の様相の関係に違いがあるということを前提として、局地的な雨では「雨が降らない可能性も半分以上ある半面、遭遇してしまえば激しい雨に見舞われる」というのが挙げられる。

## 類似現象

### 沖縄のカタブイ
沖縄本島では夏期に局地的に降る雨「カタブイ」が知られている。漢字では片降い（片降り）で、空の片方だけ降るような様を表した言葉。沖縄の一部地域では「カタバタアミ」、「カタブイゥアミ」の呼び名もある。
太平洋高気圧に覆われ晴れた風の弱い日の午後を中心に発生し、西風なら島の東側というように風下側に集中して発生する傾向がある。風速が概ね6 m/sを超えると生じにくい。年に数回程度、警報級の大雨となることがあり、川の急な増水による被害も過去に発生している。
なお沖縄は温暖であるものの、夏の雷日数では那覇市は本州の沿岸部の諸都市と同じ程度となっている。これは大きな山岳がないためと考えられる。

### 台湾の西北雨
台湾の夏季にも、午後に局地的な雷雨が多い。発生様式も熱雷である。「サイパッホー（sai-pak-hō͘ 、西北雨）」と呼ばれる。ライオンとヒョウの雨を意味する「獅豹雨」の転訛だという俗説もあるほど。「西北雨」の呼称は比較的新しく、上の世代では「落西北」と呼んでいたといい、一説には太陽が西に傾く時間に発生し北は癸=水を指すことからきており、古い呼称「落西北」は太陽が西に沈んだ後の雨を指すという。

### 世界の驟雨・雷雨
発生様式を熱雷のように限定しないデータではあるが、地球規模で見た気候の大まかな傾向として、驟雨（しゅうう）性の降水はほとんどの陸上域で夏に頻度の日変化が大きくなり午後に降りやすい。これは、大気の不安定度を示す対流有効位置エネルギー(CAPE)の値がこの時間帯に最大となることを反映していると考えられる。ただし、深夜にピークとなる地域があるアメリカ合衆国中部のような例もある。また、驟雨性の降水の頻度も雷の日数も年平均では陸上より海洋の方が多いが、夏期には同程度あるいは陸上の方が多くなる傾向がみられる。
なお海洋域では、驟雨性の降水の頻度の日変化は小さく、また降りやすい時間帯は未明から深夜の時間帯となっている。こちらは、海洋域のCAPEの日変化が小さいこと、海陸風の交代により海洋上の大気下層では夜間に収束が強まることなどが寄与していると考えられている。

## 文化

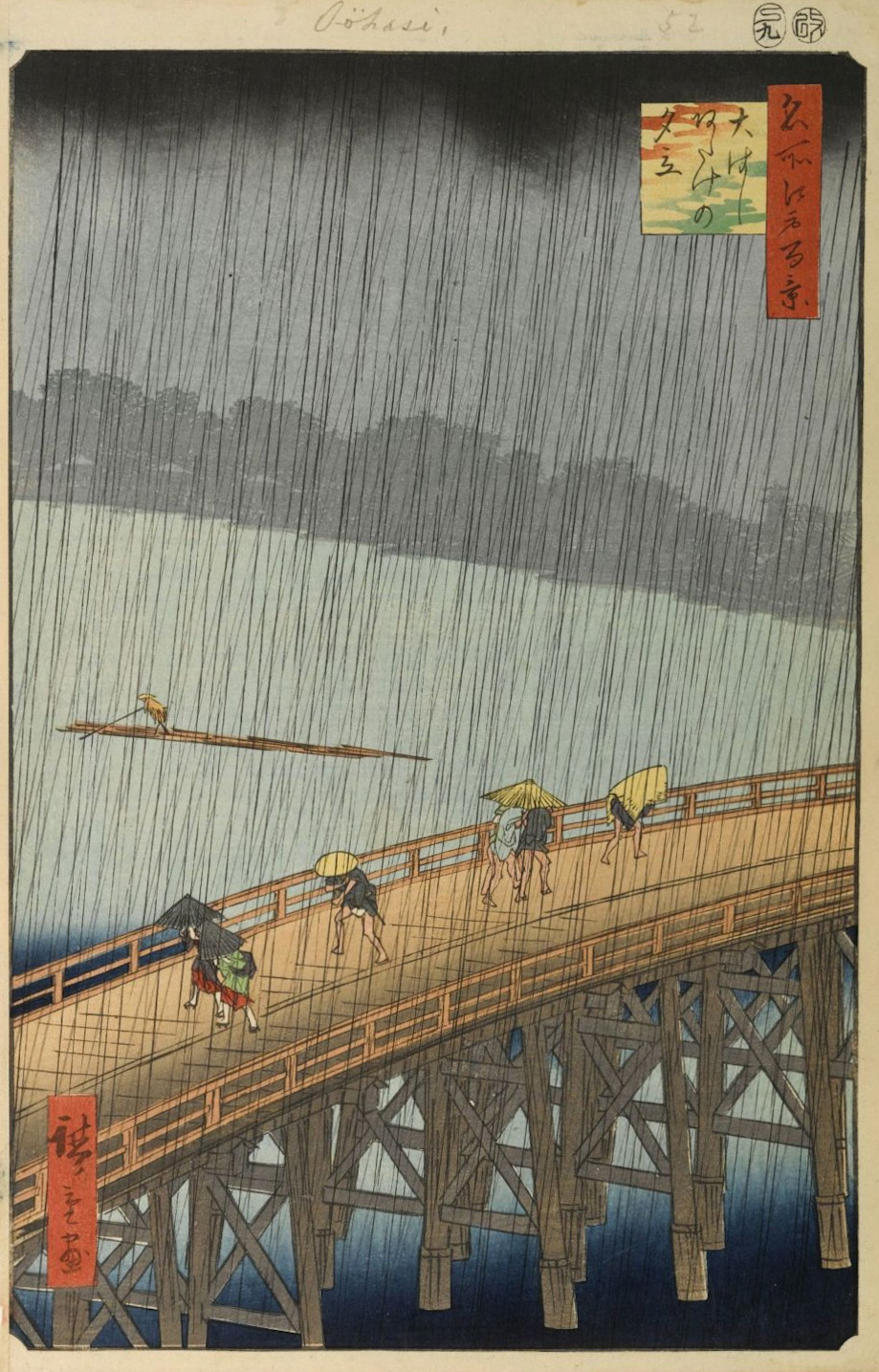
『大はしあたけの夕立』

### 絵画
文化研究者の芳賀徹は日本において雨を題材とした絵画作品は山水画の画題である瀟湘八景に着想を得て発展したと推察しており、夕立を題材とした作品もその流れの先にあるものと見られている。江戸時代に入ると夕立をテーマとした浮世絵作品が数多く残されるようになり、小説家の永井荷風は『江戸芸術論』の中で白魚、都鳥、火事、喧嘩、富士筑波の眺めと並んで夕立を「東都名物」であるとし、夕立を表現した代表的な作品として鍬形蕙斎の『祭礼の図』や歌川国芳の『東都御厩川岸之図』を挙げている。
また、夕立に見舞われた隅田川の情景を描いた歌川広重の『江戸名所百景』「大はしあたけの夕立」はフィンセント・ファン・ゴッホによって油彩模写が制作されるなど、ジャポニスムの流行を通じてヨーロッパの印象派画家に強い影響を与えた。雨線をはっきりとした縦線で表現することで、雨が際立ち画に緊張感を与えている。夕立に慌てふためく人のせわしなさを見て取ることができ、じきに雨が止むであろう遠くの様子も表現されている作品。その他、直接的に夕立の描写をしない夕立を画題とした作品もあり、歌川国貞の『夕立景』では夕立に直面した住民があわただしく雨戸を閉める様子などを描写している。
鳥居清長の『三囲神社の夕立』（『山門雨宿 三囲驟雨』）は宝井其角の俳句（後述、歌例5）をモチーフとしており、神社の前で夕立に見舞われ雨宿りをする人々と、雲の上で鬼たちが其角の句が書かれた短冊を見る様子が描かれている。
英一蝶の『雨宿り図屏風』では、夕立の雨を避けてさまざまな職業・身分の人々が屋敷の門の下で雨宿りをする姿が描かれていて、市井の風俗とともに季節感が表現されている。美術研究者の永瀬英子は、一蝶が類作を含む雨宿り図を描いたきっかけに交友のあった其角の俳句があると推察し、また広重の雨景図には一蝶の雨宿り図の影響を受けたものがあるとした。

### 和歌
記述の通り「夕立」の初出である『万葉集』からは、「夕立ちの 雨降るごとに…」（歌例1）などの例がある。この頃はまだ「夕立」は晩夏から初秋の言葉だった。万葉集以降、私歌集には夕立を詠む和歌がみられたが、勅撰和歌集（勅撰集）における初出は『金葉和歌集』となった。この歌集で撰者でもある源俊頼が詠んだ「この里も 夕立しけり…」（歌例3）は、国文学者の川村晃生によると夕立後の爽快感を感じさせる和歌。川村によると、この頃から夏の叙景を詠む和歌に夕立詠みが定着しはじめた。平安時代に定着し表現が多様化していった涼気を詠む納涼歌の中で、夕立詠みの歌群のある『新古今和歌集』において夕立は納涼歌に定着、平安後期には勅撰集の夏の歌題の一部を夕立詠みが占めるようになった。
その後和歌界では二条派と京極派の対立が生まれる。京極派は叙景歌における印象的な自然詠みを特徴とするが、京極派歌人である京極為兼は『玉葉和歌集』に藤原定家の「夕立の 雲間の日かげ…」（歌例4）を選んでいる。国文学者の岩佐美代子による同歌集の注釈ではこの歌など3歌を挙げ、定家の既知の作風である『新古今和歌集』とは全く異なる歌を選ぶことで、為兼がその歌風の定家に繋がる正統性を主張したと指摘している。
三囲神社（東京都墨田区向島）は宝井其角の俳句「夕立や…」（歌例5）の逸話で知られる。日照りが続いた1693年（元禄6年）の夏、同神社で雨乞いの祈願が続けられていたところに其角が通りかかり、先の句を詠んだところ、翌日雨が降ったという。この句の「夕立」は日照りの田について言う「遊田地（ゆうだち）」に、田を見回す意味の「みめぐり」は神社の名前「三囲（みめぐり）」に掛けており、さらに五七五の頭の音を「ゆ」「た」「か」の3字として「豊か」にも掛けたものである。この逸話は半ば伝説化して江戸に広まり、川柳、小唄などの題材に取り上げられた。例えば端唄・うた沢の「夕立」では、この句を引用して向島の情趣を歌う。